# Chambley-Bussières

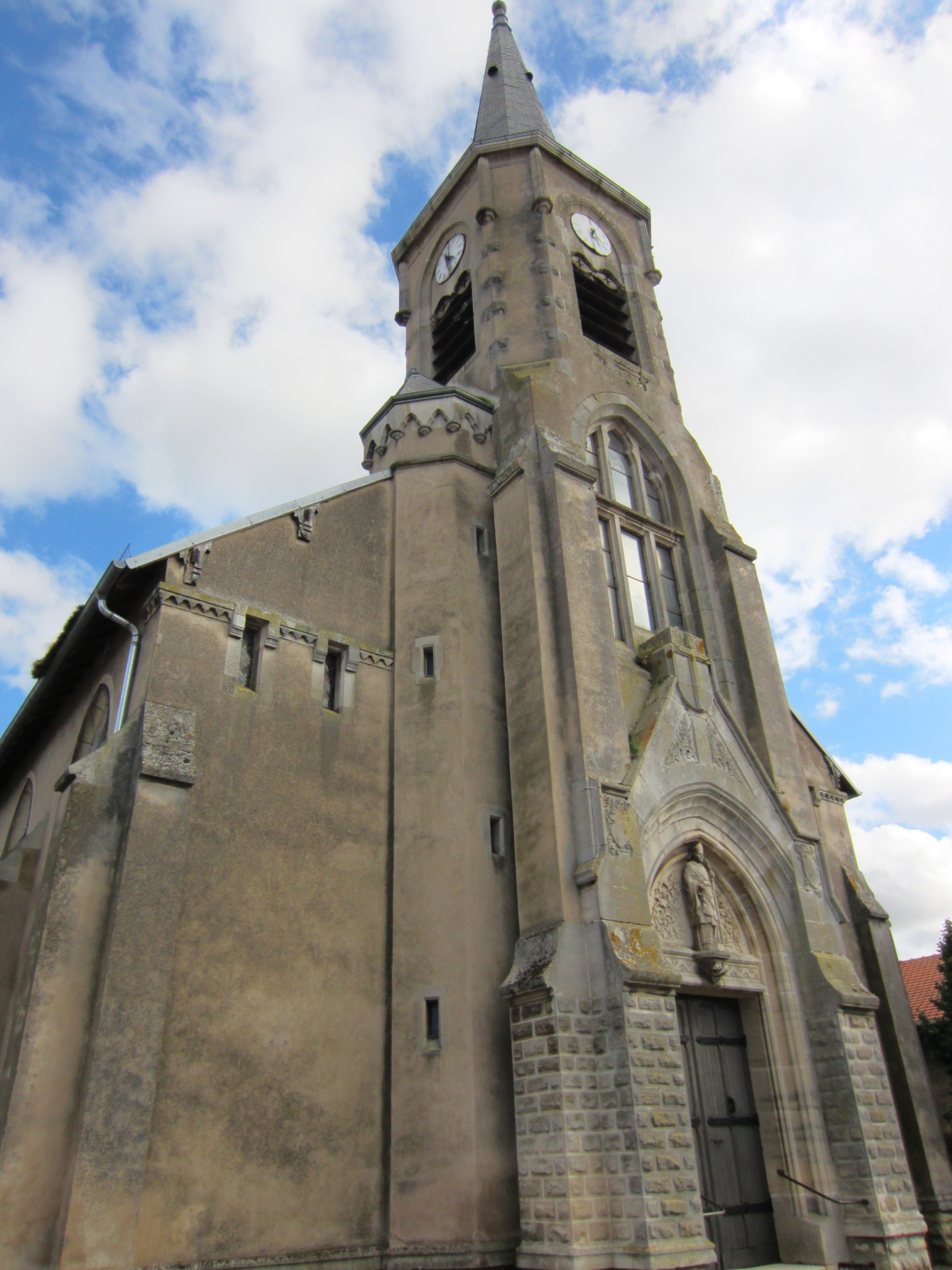
Kościół św. Remigiusza (2011)

Chambley-Bussières – miejscowość i gmina we Francji, w regionie Grand Est, w departamencie Meurthe i Mozela.
Według danych na rok 1990 gminę zamieszkiwało 418 osób, a gęstość zaludnienia wynosiła 22 osób/km² (wśród 2335 gmin Lotaryngii Chambley-Bussières plasuje się na 648. miejscu pod względem liczby ludności, natomiast pod względem powierzchni na miejscu 203.).

## Populacja

Populacja Chambley-Bussières w latach 1962–2008